# タケル (格闘家)
タケル（1972年3月23日 - 2023年12月22日）は、日本の元キックボクサー。奈良県出身。正道会館所属。
K-1デビュー当時は佐竹雅昭、武蔵に次ぐ「正道会館第三の男」として売り出された。

## 来歴
1995年12月9日、K-1デビュー戦でジーン・フレジャーにKO勝ちを収めた。
1996年9月1日、2戦目でジェロム・レ・バンナと対戦し、右フックによるKO負けを喫した。同年12月、カークウッド・ウォーカーにKO負け。1998年5月、バンダー・マーブにKO負け。
1999年2月3日、K-1 RISING SUN '99で行なわれた「日本対世界次鋒戦」でアンドリュー・トムソンと対戦。1Rにスタンディングダウンを奪われたものの、3Rに首相撲からの左膝蹴りでKO勝ち。デビュー戦以来3年ぶりの勝利となった。
2001年7月、マイク・ベルナルドにKO負け。
2002年4月21日、K-1 BURNING 2002で行なわれたK-1 JAPAN GP 2002出場決定戦で天田ヒロミと対戦し、1Rに3度のダウンを奪われ、KO負けとなった。
2004年6月6日、K-1 WORLD GP 2004 in NAGOYAでマイケル・マクドナルドと対戦し、2RTKO負けを喫した。対戦相手は当初、アリスター・オーフレイムと発表されていたが欠場となり、ギルバート・アイブルへの変更が発表されたが、さらに変更となった。
2008年12月6日、3年半ぶりの復帰、引退となるK-1 WORLD GP 2008 FINALのオープニングファイトで洪太星と対戦し、0-3の判定負けを喫した。
引退後は大阪市内でステーキハウスを経営していたが、数年前から体調を悪化させ経営から退いていた。
2023年12月22日、吹田市の自宅にて急性多臓器不全で死去。51歳没。

## 戦績
| キックボクシング 戦績 | キックボクシング 戦績 | キックボクシング 戦績 | キックボクシング 戦績 | キックボクシング 戦績 | キックボクシング 戦績 | キックボクシング 戦績 |
| --------------------- | --------------------- | --------------------- | --------------------- | --------------------- | --------------------- | --------------------- |
| 18 試合               | (T)KO                 | 判定                  | その他                | 引き分け              | 無効試合              |                       |
| 5 勝                  | 2                     | 3                     | 0                     | 0                     | 0                     |                       |
| 13 敗                 | 8                     | 5                     | 0                     | 0                     | 0                     |                       |

| 勝敗 | 対戦相手                 | 試合結果                                | 大会名                                                           | 開催年月日    |
| ×    | 洪太星                   | 3R終了 判定0-3                          | K-1 WORLD GP 2008 FINAL 【オープニングファイト】                 | 2008年12月6日 |
| ○    | 新村優貴                 | 3R終了 判定2-0                          | K-1 WORLD GP 2005 in HIROSHIMA 【JAPAN GP リザーブファイト】     | 2005年6月14日 |
| ×    | マイケル・マクドナルド   | 2R 1:15 TKO（3ノックダウン：右フック）  | K-1 WORLD GP 2004 in NAGOYA                                      | 2004年6月6日  |
| ×    | 天田ヒロミ               | 1R 1:52 KO（3ノックダウン：パンチ連打） | K-1 BURNING 2002 〜広島初上陸〜 【K-1 JAPAN GP 2002 出場決定戦】 | 2002年4月21日 |
| ×    | ヴィタリ・オフラメンコ   | 5R終了 判定0-3                          | K-1 WORLD GP 2002 世界地区予選プラハ大会                         | 2001年12月1日 |
| ×    | マイク・ベルナルド       | 2R 1:40 TKO（タオル投入）               | K-1 WORLD GP 2001 in NAGOYA 【1回戦】                            | 2001年7月20日 |
| ○    | ラニ・ベルバーチ         | 3R終了 判定3-0                          | K-1 SURVIVAL 2001 JAPAN GP 開幕戦                                | 2001年6月24日 |
| ×    | 内田ノボル               | 1R 1:55 KO                              | マーシャルアーツ日本キックボクシング連盟 「東金ジム炎の7番勝負」 | 2000年4月29日 |
| ○    | 中井一成                 | 3R終了 判定2-0                          | K-1 BURNING 2000 【フレッシュマンファイト】                      | 2000年3月19日 |
| ×    | 大石亨                   | 2R終了 判定0-3                          | K-1 SPIRITS '99 【K-1 JAPAN GP '99 1回戦】                       | 1999年8月22日 |
| ×    | ピーター・クレイマー     | 1R 1:48 KO                              | K-1 THE CHALLENGE '99                                            | 1999年3月22日 |
| ○    | アンドリュー・トムソン   | 3R 1:20 KO（左膝蹴り）                  | K-1 RISING SUN '99                                               | 1999年2月3日  |
| ×    | 大石亨                   | 延長R終了 判定0-2                       | K-1 BUSHIDO '98                                                  | 1998年8月28日 |
| ×    | バンダー・マーブ         | 2R 1:12 TKO                             | K-1 BRAVES '98                                                   | 1998年5月24日 |
| ×    | スタン・ザ・マン         | 5R終了 判定0-3                          | K-1 BRAVES '97                                                   | 1997年4月29日 |
| ×    | カークウッド・ウォーカー | 4R 1:05 KO                              | K-1 HERCULES '96                                                 | 1996年12月8日 |
| ×    | ジェロム・レ・バンナ     | 4R 2:49 KO（右フック）                  | K-1 REVENGE '96                                                  | 1996年9月1日  |
| ○    | ジーン・フレジャー       | 2R 0:45 KO                              | K-1 HERCULES                                                     | 1995年12月9日 |